# Waset (Gau)
Waset ist der Name des 4. oberägyptischen Gaues, einer der traditionellen Verwaltungseinheiten des altägyptischen Staates. Die Nordgrenze zum 5. Gau Netjerui befand sich wahrscheinlich nördlich von Gurna. Südlich schloss sich Nechen an. Waset wird zum ersten Mal auf einer der Mykerinos-Triaden erwähnt. In der Gauliste von Sesostris ist eine Länge von circa 32,7 km angegeben. Während der 18. Dynastie wurde die Hauptstadt von Hermonthis nach Theben verlegt. Vor der Ramessidenzeit hatten Theben und Pathyris zwei Unterbezirke von Waset gebildet, aus denen sich in der Spätzeit der thebanische Gau (Peri Thebas) und der Gau Pathyrites entwickelten. In römischer Zeit wurden beide wieder zu einem Gau Hermonthites vereint und die Hauptstadt zurück nach Hermonthis verlegt.

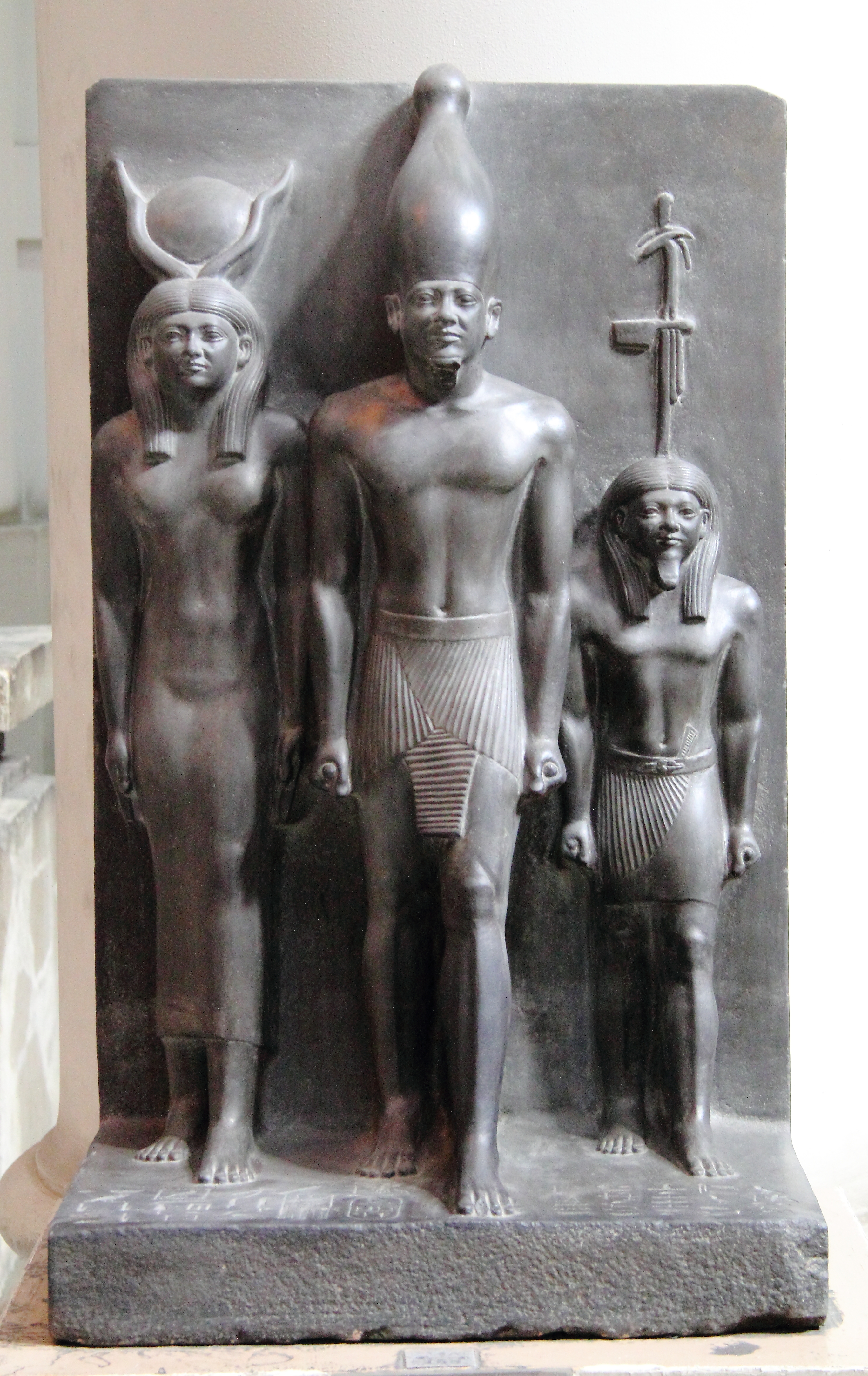
Statue des Königs Mykerinos (Mitte) mit der Göttin Hathor (links) und der Gau-Gottheit des 4. oberägyptischen Gaues (Waset-Gau)
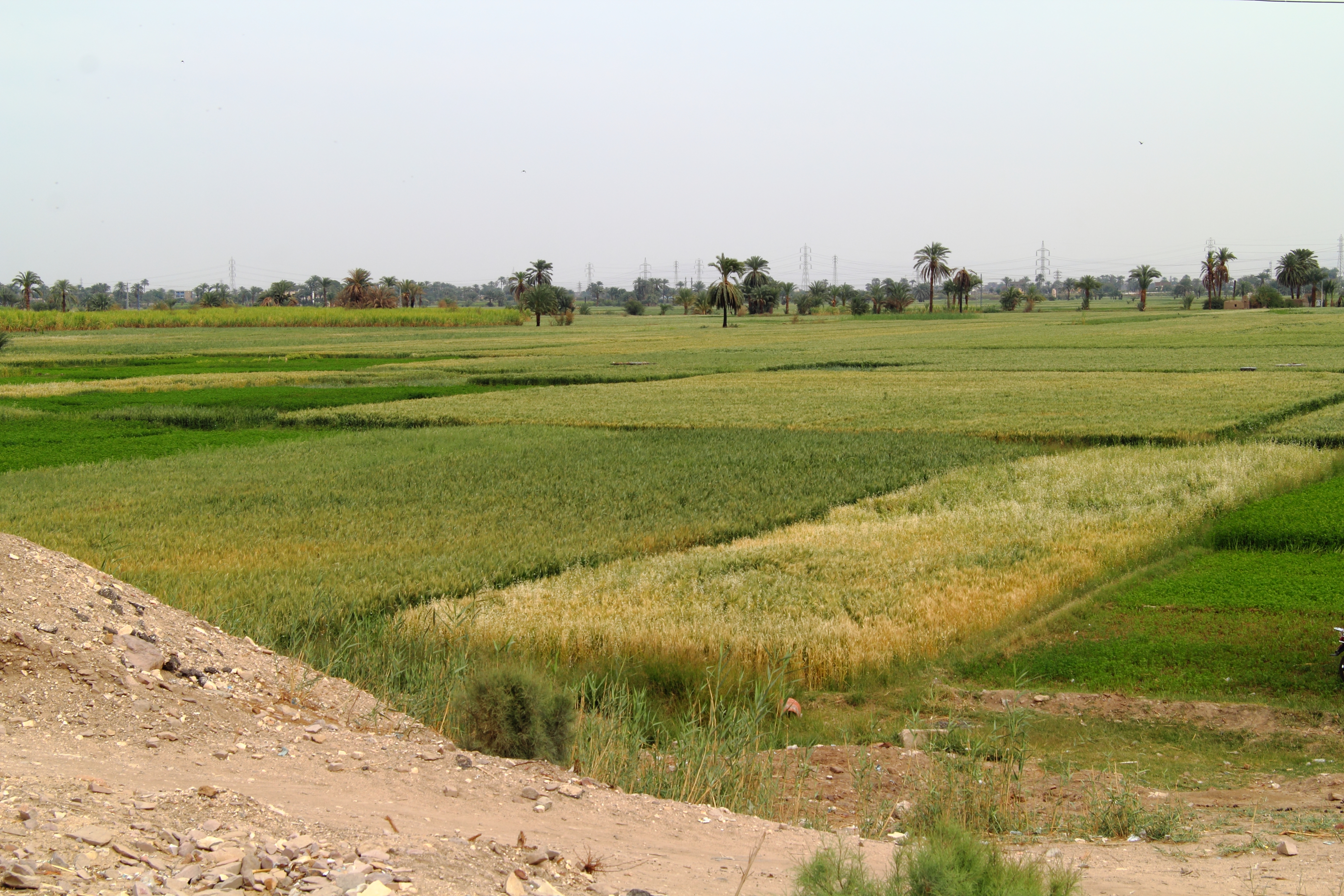
Intensive Landwirtschaft im Niltal an der westlichen Grenze zur Wüste im Raum Luxor